# Frida Christaller
Frida Christaller (* 21. August 1898 in Stuttgart; † 8. Oktober 1991) war eine deutsche Bildhauerin, die vor allem durch ihre Weihnachtskrippen bekannt wurde.

## Leben und Werk
Die Tochter des Professors Paul Gottfried Christaller studierte zunächst an der Württembergischen Kunstgewerbeschule in Stuttgart. Von 1925 bis 1930 studierte sie an der Württembergischen Akademie der bildenden Künste Stuttgart bei dem Bildhauer Ludwig Habich. Ab 1930 war sie in eigenem Atelier im Heusteigviertel in Stuttgart tätig. Die aus einem evangelischen Elternhaus stammende Künstlerin war vom pietistischen Bund der Köngener beeinflusst und begeisterte sich für die Friedensbewegung und – wie ihr Vater – zeitlebens für die Plansprache Esperanto.
Frida Christallers Weihnachtskrippen aus Ton oder Holz finden sich in evangelischen Kirchen ihrer Heimat Württemberg. Über die heilige Familie und die Hirten aus der Weihnachtsgeschichte hinaus erweiterte sie die Krippen oft durch eine Gruppe von Kindern. Die Figuren der Großen Altarkrippe, 1938 für die Stuttgarter Markuskirche entstanden, wurden in kleinerer Ausführung lange im Kunstgewerbehandel verkauft und waren in evangelischen Pfarrhäusern und Privathaushalten beliebt.
Neben ihrer Tätigkeit als Bildhauerin schuf sie auch Schattenrisse, etwa die Illustrationen zum pazifistischen Kinderbuch Pazifistische Kinderwelt von Otto Volkart und Anni Roettcher-Mertens (Stuttgart 1919).

## Werke
(Auswahl)
- 3. Preis im Wettbewerb für den neuen Marktbrunnen in Stuttgart (mit dem Architekten Erich Lenwerder), 1934[7]
- Große Altarkrippe der Markuskirche, Stuttgart, 1938
- Krippe der Evangelischen Kirche, Laupheim, 1948[8]
- Krippe der Haigstkirche, Stuttgart, 1950[9]
- zwei Entwürfe für ein Esperantodenkmal in Göteborg, 1955[1]
- Krippe der Martinskirche, Freudenstadt[10]
- Krippe der Dreifaltigkeitskirche, Leutkirch im Allgäu
- Krippe der Evangelischen Stadtkirche, Ravensburg[11][12]
- Kleine Tonkrippe[13]
- Porträtrelief Helene Christaller[14]
- Relief am Illerkraftstandbild, Oberschwäbische Elektrowerke